# SummerSlam (1995)
SummerSlam (1995) — щорічне pay-per-view шоу «SummerSlam», що проводиться федерацією реслінгу WWE. Шоу відбулося 27 серпня 1995 року в Мелон-арена(англ. Mellon Arena) у Піттсбурзі, Пенсільванія (США). Це було 8 шоу в історії «SummerSlam». Під час шоу відбулося 9 матчів.